# 32-я истребительная авиационная дивизия
32-я истреби́тельная авиацио́нная Краснознамённая диви́зия (32-я иад) — авиационное воинское соединение истребительной авиации Вооружённых сил СССР в Великой Отечественной войне.

## История наименований дивизии

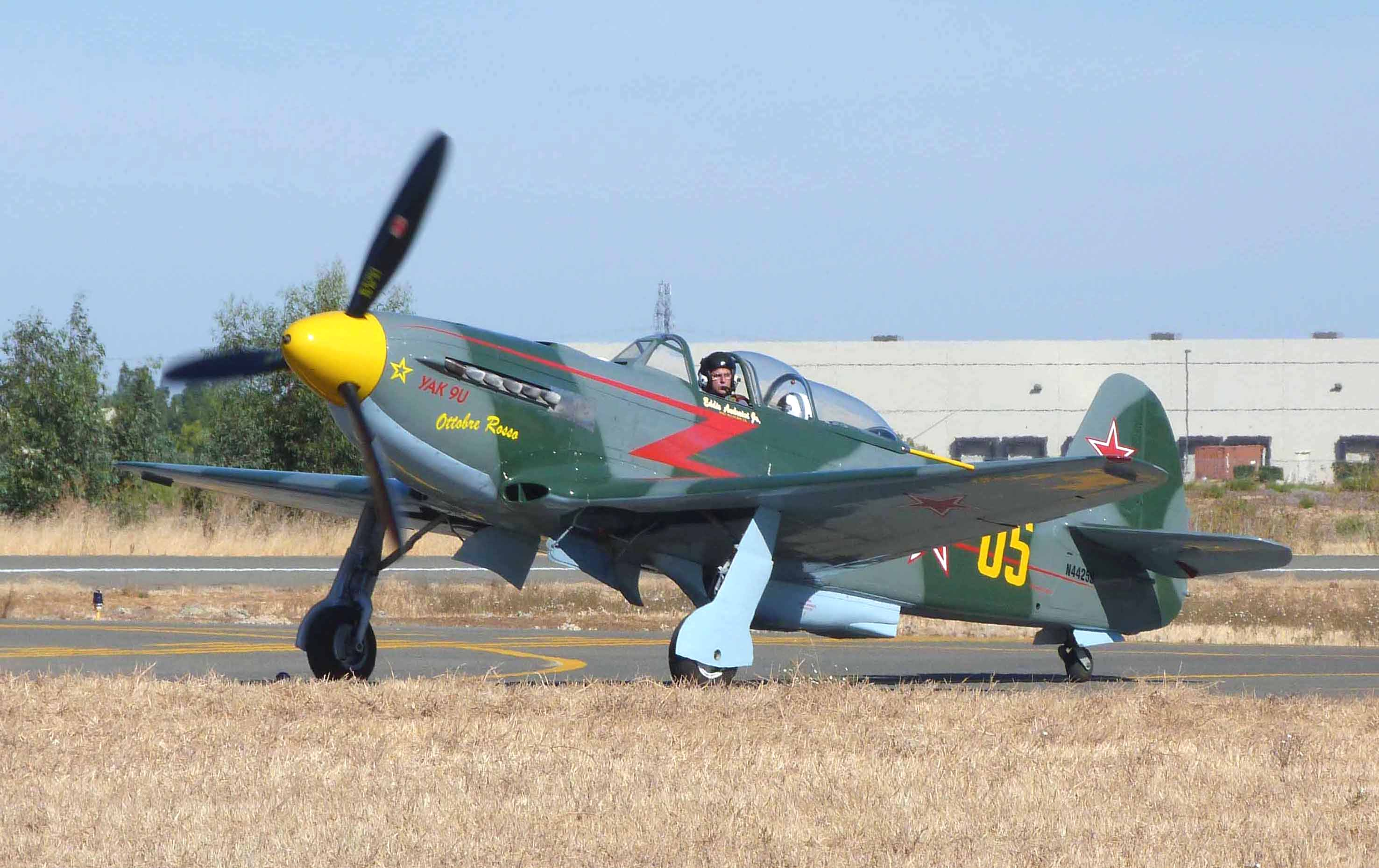
Основной самолёт дивизии в Советско-японской войне Як-9

- 32-я смешанная авиационная дивизия;
- 32-я истребительная авиационная дивизия;
- 32-я истребительная авиационная Краснознамённая дивизия;
- 32-я бомбардировочная авиационная Краснознамённая дивизия;
- Полевая почта 65340 (до 1960 года).

## История и боевой путь дивизии
32-я истребительная авиационная дивизия сформирована 15 августа 1942 года путём преобразования из 32-й смешанной авиационной дивизии.
Дивизия выполняла задачи по прикрытию воздушных границ СССР на Дальнем Востоке. В ходе Советско-японской войны дивизия в составе 9-й воздушной армии 1-го Дальневосточного фронта принимала участие в Харбино-Гиринской наступательной операции. Её части сопровождали бомбардировщики для нанесения ударов по военным объектам противника в районах Чанчунь и Харбин, осуществляли авиационную поддержку войск 1-й Краснознамённой и 5-й армий при прорыве обороны противника, содействовали войск фронта в овладении Хутоуским и Дуннинским укрепрайонами и разгроме муданьцзянской группировкой противника. 
В составе действующей армии дивизия находилась с 9 августа 1945 года по 3 сентября 1945 года.
32-я истребительная авиационная Краснознамённая дивизия была перебазирована в состав 57-й воздушной армии и переформирована 10 мая 1960 года в 32-ю бомбардировочную авиационную Краснознамённую дивизию.

## В составе соединений и объединений
| Дата            | Фронт (округ)                 | Армия                | Корпус                                 |
| --------------- | ----------------------------- | -------------------- | -------------------------------------- |
| 15.08.1942 года | Дальневосточный фронт         | 9-я воздушная армия  | -                                      |
| 13.03.1945 года | Приморская Группа Войск       | 9-я воздушная армия  | -                                      |
| 05.08.1945 года | 1-й Дальневосточный фронт     | 9-я воздушная армия  | -                                      |
| 03.09.1945 года | 1-й Дальневосточный фронт     | 9-я воздушная армия  | -                                      |
| 30.09.1945 года | Приморский военный округ      | 9-я воздушная армия  | -                                      |
| 09.04.1946 года | Приморский военный округ      | 9-я воздушная армия  | 8-й штурмовой авиационный корпус       |
| 01.08.1946 года | Приморский военный округ      | 9-я воздушная армия  | 2-й смешанный авиационный корпус       |
| 20.02.1949 года | Приморский военный округ      | 54-я воздушная армия | 65-й смешанный авиационный корпус      |
| 01.07.1952 года | Группа войск в Корее          |                      | 64-й истребительный авиационный корпус |
| 01.08.1953 года | Дальневосточный военный округ | 54-я воздушная армия | -                                      |
| 01.05.1960 года | Прикарпатский военный округ   | 57-я воздушная армия | -                                      |

## Состав дивизии
| Части                                 | Период                  |
| ------------------------------------- | ----------------------- |
| 47-й истребительный авиационный полк  | 15.08.1942 — 1947       |
| 304-й истребительный авиационный полк | 15.08.1942 — 11.1950    |
| 528-й истребительный авиационный полк | 01.09.1941 — 18.10.1942 |
| 535-й штурмовой авиационный полк      | 15.08.1942 — 01.04.1943 |
| 535-й истребительный авиационный полк | 01.04.1943 — 09.07.1960 |
| 913-й истребительный авиационный полк | 01.04.1943 — 01.03.1945 |
| 776-й истребительный авиационный полк | 20.11.1944 — 01.04.1947 |
| 913-й истребительный авиационный полк | 1947 — 10.08.1960       |
| 224-й истребительный авиационный полк | 01.10.1950 — 10.05.1960 |

## Состав дивизии в Советско-японской войне
| Части                                 | Базирование (июль 1945 г.) | Период                  |
| ------------------------------------- | -------------------------- | ----------------------- |
| 47-й истребительный авиационный полк  | Камень-Рыболов             | 15.08.1942 — 1947       |
| 304-й истребительный авиационный полк | Лифанча                    | 15.08.1942 — 11.1950    |
| 535-й истребительный авиационный полк | Краснокуты                 | 01.04.1943 — 09.07.1960 |
| 776-й истребительный авиационный полк | Воскресенка                | 20.11.1944 — 01.04.1947 |

## Состав дивизии в Корейской войне
| Части                                 | Период                  |
| ------------------------------------- | ----------------------- |
| 535-й истребительный авиационный полк | 01.04.1943 — 09.07.1960 |
| 913-й истребительный авиационный полк | 1947 — 10.08.1960       |
| 224-й истребительный авиационный полк | 01.10.1950 — 10.05.1960 |

## Командиры дивизии
| Звание                           | Имя                         | Период                  | Примечание |
| -------------------------------- | --------------------------- | ----------------------- | ---------- |
| Подполковник                     | Шалимов, Виктор Михайлович  | 27.05.1941 — 22.10.1941 |            |
| полковник, генерал-майор авиации | Федоренко Георгий Семёнович | 01.03.1942 — 02.1947    |            |
| Генерал-майор авиации            | Волков Михаил Николаевич    | 15.04.1949 — 03.1950    |            |
| полковник                        | Гроховецкий Г. И.           | 1951 — 1953             |            |
| полковник                        | Егоров, Пётр Дмитриевич     | 07.1956 — 12.1960       |            |

## Участие в операциях и битвах
Советско-японская война (1945):

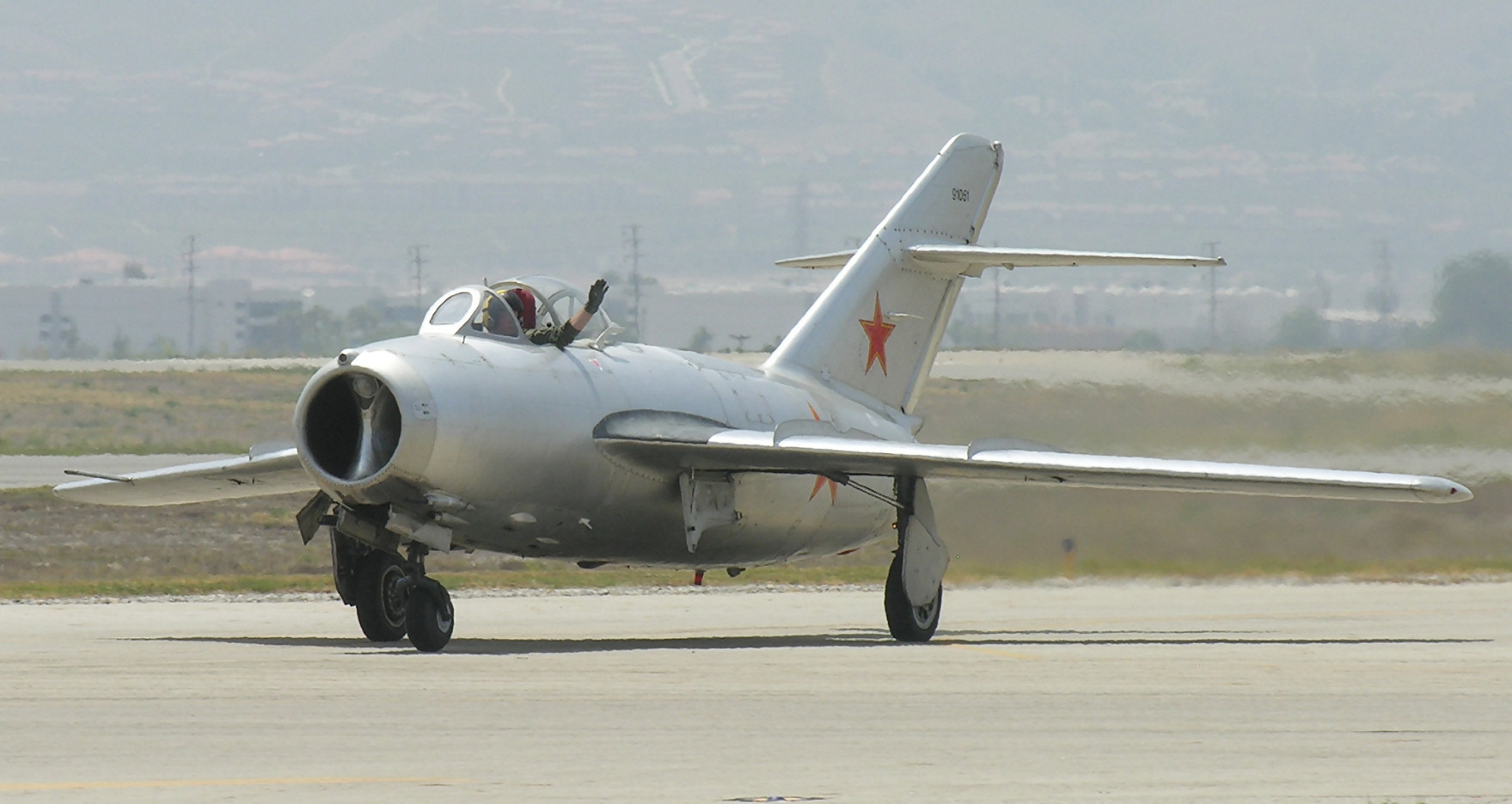
Основной самолёт дивизии в Корейской войне МиГ-15

- Харбино-Гиринская наступательная операция с 9 августа 1945 года по 2 сентября 1945 года

Война в Корее

## Награды
32-я истребительная авиационная дивизия Приказом Народного комиссара обороны СССР № 0165 от 28 сентября на основании Указа Президиума Верховного Совета СССР от 19 сентября 1945 года за образцовое выполнение заданий командования в боях против японских войск на Дальнем Востоке при форсировании реки Уссури, прорыве Хутоуского, Мишанського, Пограничненского и Дунненского укреплённых районов, овладении городами Мишань, Гирин, Яньцзи, Харбин и проявленные при этом доблесть и мужество награждена орденом «Красного Знамени».

## Благодарности Верховного Главнокомандования
Дивизии за овладение всей Маньчжурией, Южным Сахалином и островами Сюмусю и Парамушир из группы Курильских островов, главным городом Маньчжурии Чанчунь и городами Мукден, Цицикар, Жэхэ, Дайрэн, Порт-Артур объявлена благодарность.

## Статистика боевых действий
Всего за время Советско-японской войны дивизией:
| Выполнено боевых вылетов | Сбито самолётов в воздухе | Потеряно лётчиков | Потеряно самолётов |
| ------------------------ | ------------------------- | ----------------- | ------------------ |
| 634                      | 2                         | 3                 | 7                  |

Всего за время Корейской войны дивизией:
| Сбито самолётов ООН | из них бомбардировщиков и разведчиков | из них истребителей и штурмовиков | Подбито самолётов ООН | Потеряно лётчиков | Потеряно самолётов |
| ------------------- | ------------------------------------- | --------------------------------- | --------------------- | ----------------- | ------------------ |
| 80                  | 6                                     | 74                                | 20                    | 17                | 64                 |

## Асы дивизии
| Фамилия, имя отчество         | Полк      | Война                                               | Сбито самолётов | Примечание                                   |
| ----------------------------- | --------- | --------------------------------------------------- | --------------- | -------------------------------------------- |
| Ермаков Дмитрий Васильевич    | 224-й иап | Великая Отечественная война Корейская война         | 27              | Боевых вылетов: 224; воздушных боев: 70      |
| Сиськов, Борис Николаевич     | 535-й иап | Корейская война                                     | 5               | F-86, Боевых вылетов: 90; воздушных боёв: 39 |
| Федорец, Семён Алексеевич     | 913-й иап | Корейская война                                     | 7               | F-86, Боевых вылетов: 98; воздушных боёв: 40 |
| Шпаченко Иван Антонович       | 913-й иап | Великая Отечественная война Советско-японская война | 8               | Боевых вылетов: 207; воздушных боёв: 39      |
| Селиванов Пётр Васильевич     | 913-й иап | Великая Отечественная война Советско-японская война | 5               | Боевых вылетов: 111; воздушных боёв: 39      |
| Берелидзе Григорий Нестерович | 224-й иап | Корейская война                                     | 5               | Боевых вылетов: 100; воздушных боёв: 20      |

## Базирование
| Период                  | Аэродромы                              |
| ----------------------- | -------------------------------------- |
| 07.1945                 | Спасск-Дальний, Приморский край        |
| 1945 — 08.1952          | Варфоломеевка, Приморский край         |
| 08.1952 — 07.1953       | Мукден, Китай                          |
| 07.1953 — 01.05.1960    | Варфоломеевка, Приморский край         |
| 01.05.1960 — 01.01.1992 | Староконстантинов, Хмельницкая область |